# 147 (عدد)
147 هو عدد صحيح. طبيعي بين 146 و148

## في الرياضيات

### خاصيات
- 147 عدد فردي
- 147 عدد غير سعيد
- 147 عدد مضلعي. لأنi مضلع ذا 50 ضلع ترتيبه 3.
- 147 ليس عدد إقتصادي أو مبذرا في نظام العد العشري
- لا يمكن بناء مضلع منتظم ذا 147 ضلع بالمسطرة والبركار.